# Principio espiritualista
El principio espiritualista es un principio del derecho civil que establece que el consentimiento es el elemento contractual más importante, y aquel que a priori determina la perfección del contrato.
Está íntimamente relacionado con el principio de autonomía de la voluntad, pues al establecer el consentimiento como elemento fundamental del contrato, parte de la existencia de una voluntad para generar el consentimiento, y además desemboca en la autorregulación de las relaciones jurídicas del individuo, en combinación con el principio contractus lex.
Las consecuencias jurídicas de la aplicación de este principio pasan por el establecimiento de un determinado número de contratos que requieren un complemento al consentimiento para que se produzca su perfección, de manera que además del consentimiento, se exige la entrega de la cosa (caso de los contratos reales) o el cumplimiento de una determinada formalidad (caso de los contratos formales). No obstante, en la aplicación radical del principio espiritualista, los contratos formales y reales se definen por exclusión, de manera que a excepción de unos determinados tipos contractuales, el resto de contratos se consideran consensuales.